# Peter Korneffel

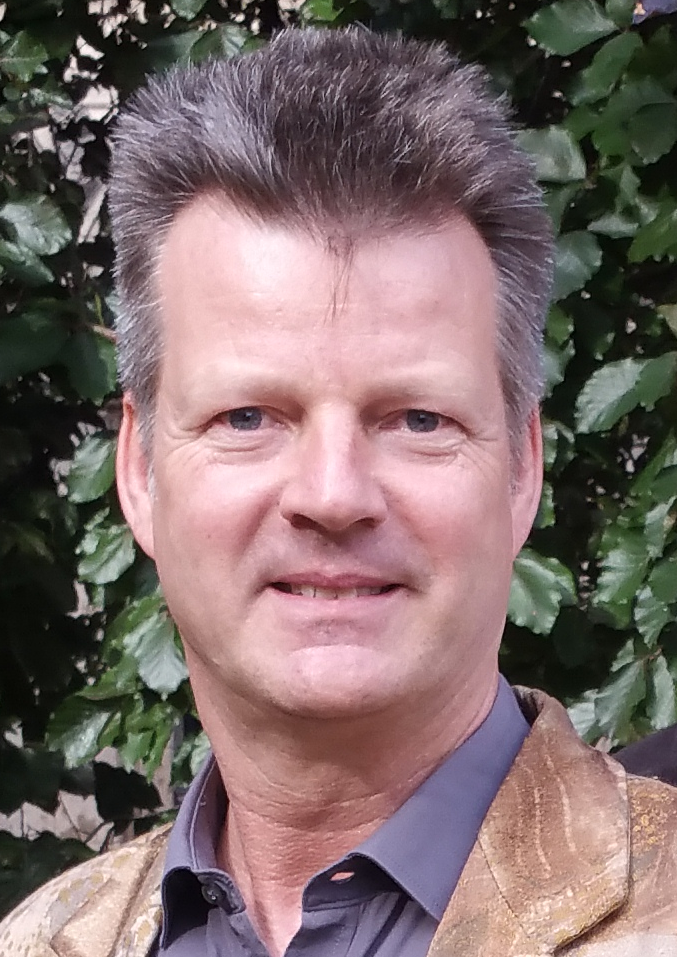
Peter Korneffel (2017)

Peter Korneffel (* 19. November 1962 in Münster) ist ein deutscher Journalist, Buchautor, Reiseleiter und war früher Kabarettist.

## Leben
Korneffel wuchs in Münster auf, ging dort zur Grundschule und wechselte 1973 zum Gymnasium Johanneum in Ostbevern/Kreis Warendorf, wo er 1982 sein Abitur machte. Nach dem Abitur leistete er im Jugendheim der Kirchengemeinde Xanten-Marienbaum seinen Zivildienst ab und studierte ab 1983 an der Westfälischen Wilhelms-Universität Münster Pädagogik mit dem Studienschwerpunkt Sozialpädagogik. 1988 schloss er das Studium mit einem Diplom in Pädagogik ab; das Thema seiner Diplomarbeit lautete „Reaktionen bzw. Antworten der Jugendverbände auf die Pluralisierung von Lebensentwürfen Jugendlicher“. Im Rahmen seines Studiums absolvierte er am Institut für Erziehungswissenschaft an der Wilhelms-Universität eine dreijährige medienpädagogische Fachausbildung in „Theorie und Praxis des Politischen Kabaretts“ nach Jürgen Henningsen und sammelte dabei Erfahrung in Text, Regie und Schauspiel.

### Kabarettist
In sein Berufsleben startete Korneffel mit dem Kabarett. Von 1990 bis 1994 arbeitete er als freier Solokabarettist, vorwiegend in Nordrhein-Westfalen und Berlin. In seinem Programm und seinen Auftritten standen zeitkritische Themen im Vordergrund. 1991 zählte Peter Korneffel zu den ersten westdeutschen Kabarettisten in der Brotfabrik im Ostberliner Stadtteil Weißensee. Später gastierte er mehrfach im Mehringhof-Theater in Berlin-Kreuzberg.

### Journalist

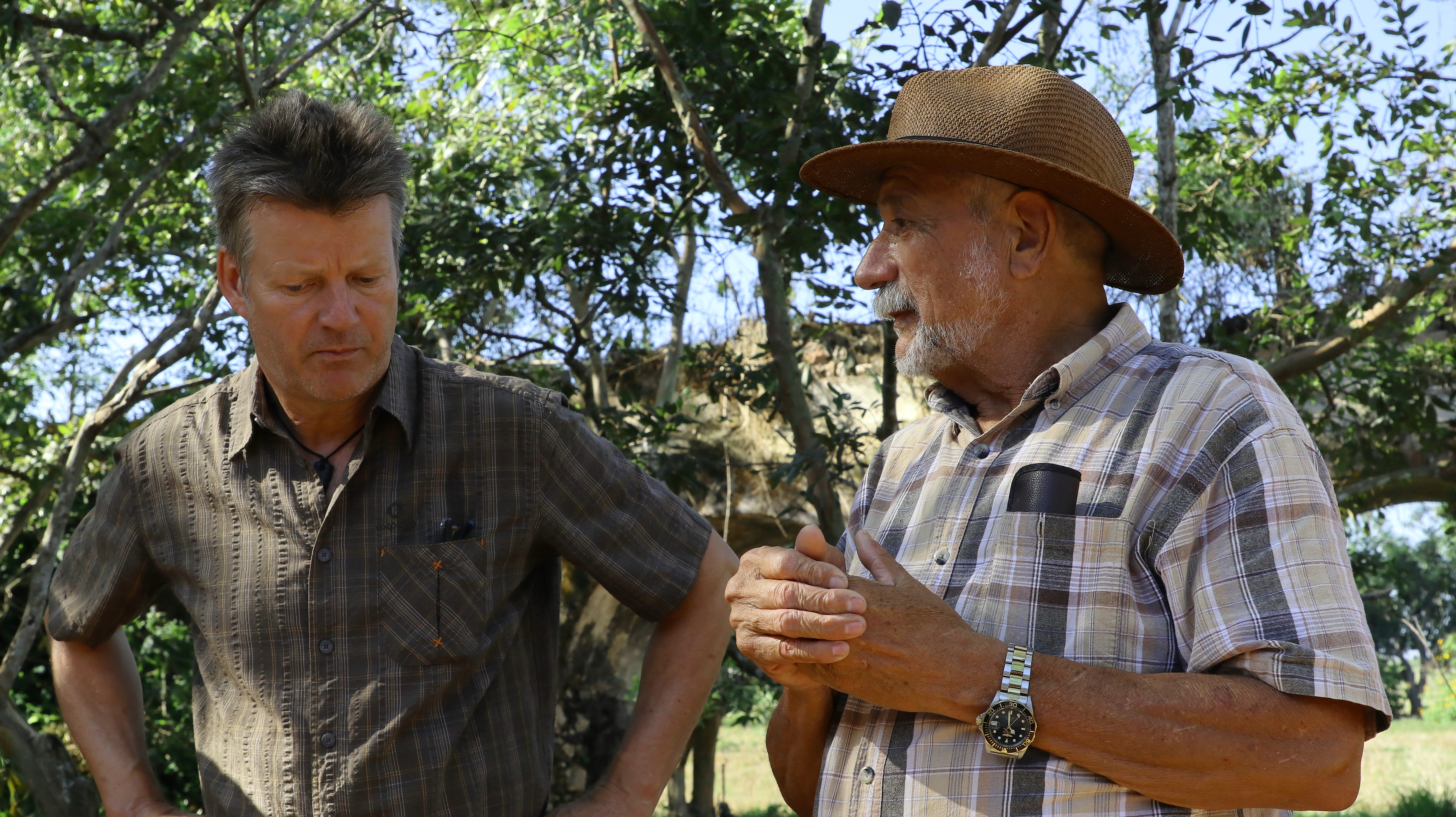
Peter Korneffel mit dem Historiker Reinaldo Guerrero in einer historischen Zuckerrohrplantage in Kuba.

1994 beendete Korneffel seine Bühnenlaufbahn und wechselte in den Journalismus und konzentriert sich seither auf die Themenbereiche Wirtschaft, Umwelt, Geografie, Reisen. Seit 2008 berichtet er in der ZEIT, bei mare, GEO, dpa und zahlreichen Magazinen über Umweltthemen und Entwicklungszusammenarbeit. In der ZEIT befasst er sich in Reportagen mit ökologischen Themen, häufig fokussiert auf Eingriffe des Menschen in schützenswerte Naturgebiete wie den Regenwald.
Spanien und Lateinamerika waren und sind die Schwerpunkte seiner Auslandsreportagen, in denen er häufig die Ausbeutung von Mensch und Natur anprangert. Ein Themenkreis, mit dem sich Korneffel intensiv befasst, sowohl auf seinen Reisen, als auch in seinen Reportagen und in seinen Büchern sind Ecuador, wo er sieben Jahre lebte, und speziell die Galápagos-Inseln. Thema von Korneffels Reportagen ist auch die Landschaft um den Äquator, wo für ihn in den Nebelwäldern der Anden Natur und Kultur, Tradition und Technik aufeinander treffen, worüber er sowohl in der ZEIT als auch in GEO berichtet. Die Kultur- und Handelsgeschichte von Natureis ist eines seiner großen Reportagethemen. Nach vierzehn Jahren mit Journalisten-Auslandsbüros in Ecuador, Kolumbien sowie in Spanien
ließ sich Peter Korneffel 2008 in Berlin nieder. 
Korneffel ist aktives Mitglied im Deutschen Journalistenverband. Im Rahmen seines Engagements bei Reporter ohne Grenzen engagiert er sich für verfolgte Journalisten, über die er auch berichtet.

### Reiseleiter

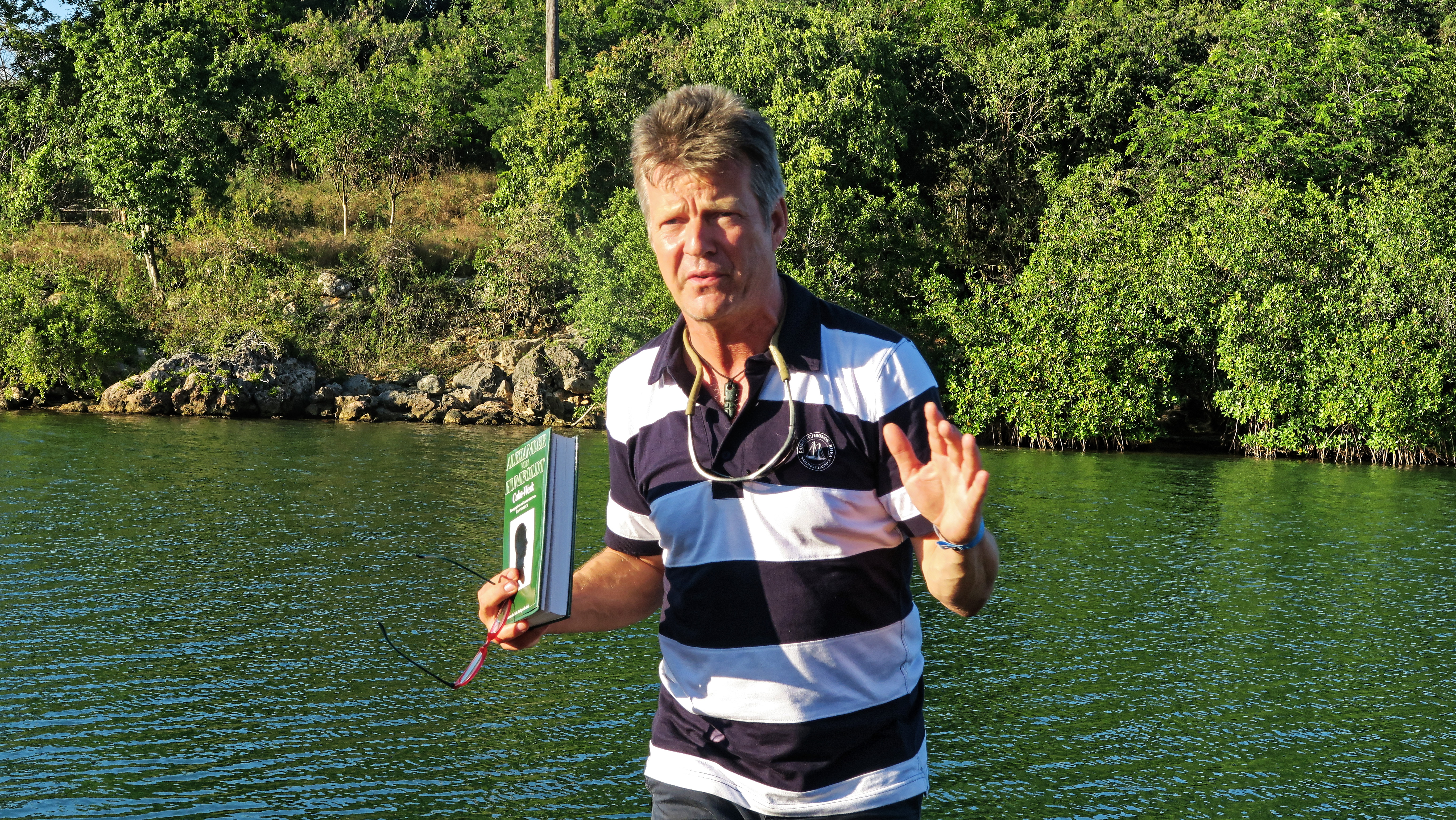
Peter Korneffel als Reiseleiter am Rio Guaurabo in Kuba

Seit 2002 fungiert er als Entwickler und Leiter von ZEIT-Leserreisen, entwickelt neue Reiseformate und organisiert Reisen mit dem Fokus auf Lateinamerika, in Länder und Gegenden, aus denen er als Journalist viele Jahre berichtete, zu den Galápagos-Inseln, zu den Weltkulturerbestätten Südamerikas, in die Naturlandschaften der Anden, stets auch die dort lebenden Menschen und ihr Leben im Blick, beispielsweise zum Fischerdorf Montañita im Süden der Felsnase „La Punta“ direkt am Äquator: Anlässlich des Humboldtjahrs 2019 organisierte und leitete Korneffel Reisen, die ausgedehnteste zum Ende des Humboldtjahres, von Dezember 2019 bis Ende Februar 2020.

### Humboldtexperte

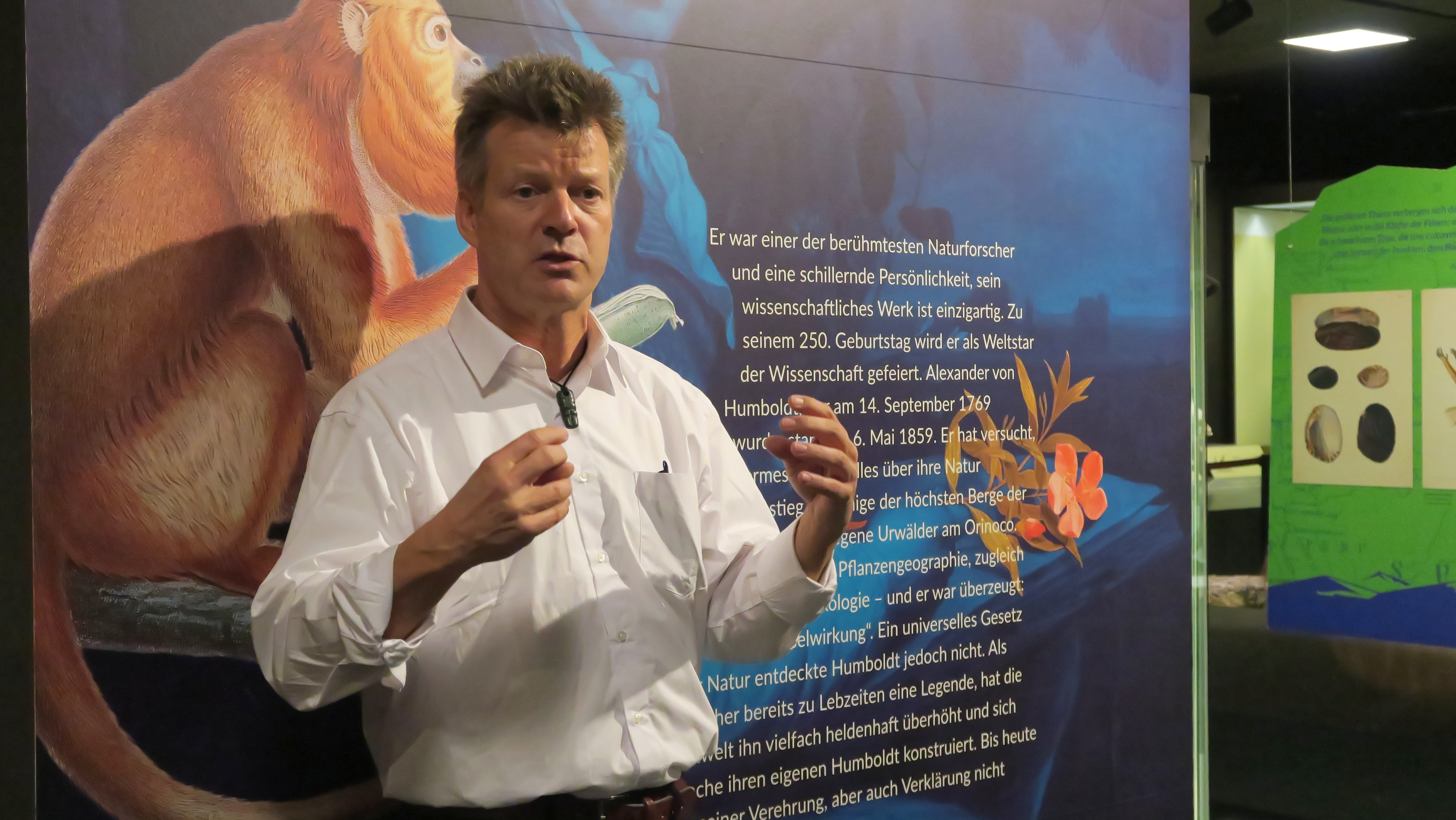
„Humboldt lebt“ in Hamburg

Seine zeitweilige Heimat Ecuador sowie die Galapagos-Inseln waren und sind für Korneffel der Ausgangspunkt für seine eingehende Beschäftigung mit Alexander von Humboldt. Anlässlich des 250. Geburtstags Alexander von Humboldts am (14.9.1769/2019) kuratierte Korneffel vier Ausstellungen zu Humboldt in Deutschland und Kuba:
- Humboldt enviado. Ausstellung über die Rezeption Humboldts in der weltweiten Philatelie in der Casa Museo Humboldt in Havanna, 2019.[16]
- Humboldt lebt! Zoologisch-biografische Ausstellung im Zoologischen Museum Hamburg/CeNaK, 2019.[17] Der Ausstellungskatalog ist im Internet abrufbar.[18]
- Humboldt postfrisch. Ausstellung über die Rezeption Humboldts in der weltweiten Philatelie. Museum Berlin-Reinickendorf, 2019.[19]
- Alexander von Humboldt. Segundo Descubridor de Cuba, Zweiter Entdecker Cubas, Dauerausstellung zusammen mit David Blankenstein in der Casa Museo Humboldt in Havanna, seit 2019.[20]

### Buchautor
In über einem halben Dutzend Büchern sowie in Vorträgen dokumentierte Korneffel sein Wissen, seine Erkenntnisse, die er auf seinen Reisen erlebt und gesammelt hatte. Die ersten Bücher widmete er den Galápagos-Inseln, danach drehten sich seine Bücher um Alexander von Humboldt, bis hin zu einer ausführlichen Dokumentation von Briefmarke, die in vielen Ländern in der ganzen Welt Humboldt gewidmet sind. Ein 2016 veröffentlichtes Buch hat das Bier und kleine Brauereien, die Biermanufakturen zum Thema.
Nach vierzehn Jahren mit Auslandsbüros in Ecuador, Kolumbien sowie in Spanien
wechselte Peter Korneffel 2008 nach Berlin. 
Parallel zu seinem weitgehenden Rückzug aus der Reportertätigkeit hat Korneffel seine Vortragstätigkeit ausgeweitet, dies vornehmlich in Wissenseinrichtungen wie Bibliotheken, Schulen, Volkshochschulen und Universitäten. Das Collegium Generale der Universität Bern hat Korneffels Vortrag am Collegium Generale vor verschriftet und publiziert.

## Publikationen
- Mai’s Weltführer 22: Ecuador mit Galápagos-Inseln. 1999, ISBN 3-87936-243-2.
- Von Amazonien nach Galápagos. Streifzüge durch Ecuador. Horlemann Verlag, 2. Auflage 2005, ISBN 3-89502-203-9.
- DuMont Richtig Reisen: Ecuador/Galápagos.Inseln. 2008, ISBN 978-3-7701-7656-4.
- DuMont Reise-Handbuch: Ecuador / Galápagos-Inseln. 5. Auflage 2020, ISBN 978-3-7701-8179-7.
- Biermanufakturen in Berlin. Oktober Verlag, 2016, ISBN 978-3-944369-75-4.[24]
- Die Humboldts in Berlin. Elsengold Verlag, 2017, ISBN 978-3-944594-77-4.
- Alexander von Humboldt. Weltmarken. me Collectors Room Berlin, 2019, ISBN 978-3-00-063405-5.

## Preise und Auszeichnungen
- Gemeinsam mit dem Magnum-Fotografen Alex Webb wurde Korneffel im Jahr 2000 für die MARE-Reportage „Krieg in den Mangroven“[25] mit dem „Hansel-Mieth-Preis“[26] ausgezeichnet.
- 2001 verlieh ihm der Bundespräsident den „Medienpreis Entwicklungspolitik“.
- Die von Korneffel entwickelte ZEIT-Leserreise „Ecuador – Humboldts grandiose Reise“ wurde 2009 von GEO Saison mit der „Goldenen Palme“ prämiert.[27]